# 胡家庙乡
胡家庙乡是中国陕西省咸阳市淳化县下辖的一个乡。

## 行政区划
胡家庙乡下辖以下行政区：
胡家庙村、刘家村、井村、沟里村、枣林村、上罗村、黄甫村、白子头村、生庄村、兴桥村、来院村、寇北村、里村、御泉村、庄里村、袁家村、南莫村